# .bz
.bz је највиши Интернет домен државних кодова (ccTLD) за Белизе. Администриран је од стране Универзитета Белизеа.
У једном тренутку, .bz домени су били рекламирани од стране америчке компаније да значе "business", и та компанија је чак безуспешно тужила ICANN у покушају да блокира .biz домен као "нефер конкуренцију“.